# 丹尼斯·罗尔斯顿
丹尼斯·罗尔斯顿（英語：Dennis Ralston，1942年7月27日—2020年12月6日），美国男子网球运动员。他曾获得法国网球公开赛、温布尔登网球锦标赛和美国网球公开赛男子双打冠军。